# Alternochelata polychelata
Alternochelata polychelata är en kräftdjursart. Alternochelata polychelata ingår i släktet Alternochelata och familjen Rutidermatidae. Inga underarter finns listade i Catalogue of Life.